# Lucy Ellmann
Lucy Ellmann (Evanston, 18 de Outubro de 1956) é uma romancista britânica nascida na América e sediada em Edimburgo, na Escócia.

## Biografia
Seu primeiro livro, Sweet Desserts, ganhou o Prémio Guardian Fiction. É filha do biógrafo e crítico literário americano Richard Ellmann e da crítica literária feminista Mary Ellmann. Écasada com o escritor americano Todd McEwen.. O seu quarto romance, Dot in the Universe, foi indicado para o Prémio Laranja de Ficção e selecionado para o Believer Book Award. O seu último livro, Ducks, Newburyport foi selecionado para o Booker Prize em 2019.
Ellmann deu palestras e conduziu seminários em Escrita Criativa na Universidade de Kent, entre setembro de 2009 e julho de 2010.
Ellman foi reconhecida com honras e bolsas, incluindo o Royal Literary Fund; Universidade Queen Margaret 2017/18; Universidade de Dundee 2011/12; Universidade Queen Margaret 2005-07; e foi bolsista do Hawthornden e residência da fraternidade Hawthornden no Castelo de Hawthornden.

## Trabalhos notáveis
- Sobremesas Doces (1988)
- Vários graus de desesperança (1991)
- O espião que pegou um resfriado (roteiro, 1995)
- Homem ou manga? A Lament (1999)
- Ponto no Universo (2003)
- Médicos e Enfermeiros (2006)
- Mimi (2013)
- Ducks, Newburyport (2019)

'Leoa literária no topo da forma'. https://www.thejc.com/culture/books/review-ducks-newburyport-1.489544